# اختلال مادرزادی گلیکوزیلاسیون
اختلال مادرزادی گلیکوزیلاسیون (انگلیسی: Congenital disorder of glycosylation) که در گذشته به آن «سندرم گلیکوپروتئینِ دچار کمبود کربوهیدرات» گفته می‌شد، یکی از اختلالات نادر متابولیکی مادرزادی است که در آن، پدیدهٔ گلیکولیزاسیونِ (قندی‌شدن) پروتئین‌ها یا چربی‌های بافتی دچار کمبود و اختلال است.
گاهی از بیماری‌های مادرزادی گلیکولیزاسیون، به اختصار، با عنوانِ «سندرم‌های CDG» یاد می‌شود. بیماری‌های یاد شده اغلب جدی و کشنده هستند و موجب از اختلال عملکرد در دستگاه‌های زیستی، (از جمله دستگاه عصبی، ماهیچه و روده باریک) در نوزادان مبتلا می‌شود.
شایع‌ترین نوعِ این گروه از بیماری‌ها، «CDG-Ia» (یا همان PMM2-CDG) است که در آن کمبود آنزیم فسفومانوموتاز وجود دارد. این آنزیم، تبدیل‌کنندهٔ مانوز ۶-فسفات به مانوز ۱-فسفات است. در سال ۱۹۹۴، یک فنوتیپ جدید توصیف و CDGS-II نامگذاری شد.